# Provinz Nasca
Die Provinz Nasca (veraltete Schreibweise: Nazca) ist eine von fünf Provinzen der Region Ica an der Pazifikküste von Peru, etwa 390 km südsüdöstlich der Landeshauptstadt Lima. Die Provinz hat eine Fläche von 5234,24 km². Beim Zensus 2017 lebten 69.157 Menschen in der Provinz. Im Jahr 1993 lag die Einwohnerzahl bei 52.742, im Jahr 2007 bei 57.531. Die Provinzverwaltung befindet sich in der Stadt Nasca.

## Geographische Lage
Die Provinz Nasca besitzt einen etwa 70 km langen Küstenabschnitt am Pazifischen Ozean im Süden von Peru. Die Provinz reicht etwa 80 km ins Landesinnere, bis an die Ausläufer der peruanischen Westkordillere. Der Fluss Río Grande durchfließt die aride, wüstenhafte Küstenregion in südlicher Richtung. Die Provinzhauptstadt liegt an dessen linkem Nebenfluss Río Nazca. Entlang der größeren Flüsse wird bewässerte Landwirtschaft betrieben.
Die Provinz Nasca grenzt im Nordwesten an die Provinz Ica, im Norden an die Provinz Palpa, im Nordosten an die Provinz Lucanas (Region Ayacucho) sowie im Südosten an die Provinz Caravelí (Region Arequipa).

## Verwaltungsgliederung
Die Provinz Nasca gliedert sich in die folgenden 5 Distrikte (Distritos):
| Distrikt     | Verwaltungssitz     |
| ------------ | ------------------- |
| Changuillo   | Changuillo          |
| El Ingenio   | El Ingenio          |
| Marcona      | San Juan de Marcona |
| Nasca        | Nasca               |
| Vista Alegre | Vista Alegre        |